# Piedras para Ibarra
Piedras para Ibarra (título original: Stones for Ibarra) es un telefilme estadounidense de drama de 1988, dirigido por Jack Gold, escrito por Ernest Kinoy y basado en una novela de Harriet Doerr, musicalizado por Stanley Myers, en la fotografía estuvo Mike Fash y los protagonistas son Glenn Close, Keith Carradine y Alfonso Arau, entre otros. Este largometraje fue producido por Hallmark Hall of Fame Productions, Titus Productions y Worldvision; se estrenó el 29 de enero de 1988.

## Sinopsis
Una pareja se va a vivir a Ibarra, un pueblo chico en México. Colaboran para abrir una mina local que reaviva al pueblo, y los hábitos del lugar los favorecen para hallar la paz que necesitaban.